# 杞菊地黄丸
杞菊地黄丸（こぎくじおうがん）とは、漢方薬の一つ。第二類医薬品。

## 効果・効能
体力中等度以下で、疲れやすく胃腸障害がなく、尿量減少又は多尿で、ときに手足のほてりや口渇があるものの次の諸症：
かすみ目、つかれ目、のぼせ、頭重、めまい、排尿困難、頻尿、むくみ、視力低下

## 組成
クコシ5g、キクカ3g、ジオウ8g、サンシュユ4g、サンヤク4g、ブクリョウ3g、ボタンピ3g、タクシャ3g（全量：33g）

## 製薬会社
- クラシエ[2][3][4]
- イスクラ産業[5]
- 松浦薬業[6]
- ウチダ和漢薬[7]
- 八ツ目製薬[8]※杞菊妙見丸という名前で販売しているが、杞菊地黄丸と同一成分の製品である
- 小太郎漢方製薬[9]
- ジェーピーエス製薬[10]